# Christine Georges Diguibaye
Christian Georges Diguimbaye là một chính trị gia của Chad. Ông là bộ trưởng Bộ tài chính kể từ tháng 2 năm 2017.

## Nghề nghiệp
Diguimbaye trước đây từng là một quan chức của Liên minh châu Phi tại Addis Ababa. Ông được Tổng thống Idriss Déby bổ nhiệm làm bộ trưởng bộ tài chính vào ngày 6 tháng 2 năm 2017, sau khi Mbogo Ngabo Selil bị sa thải vào tháng 1.